# PKP Pecheneg
PKP Pecheneg (viết tắt của Pulemyot Kalashnikova Pekhotny; mã GRAU là 6P41) là loại súng máy đa chức năng sử dụng loại đạn 7.62×54mmR của Nga. Tên gọi Pecheneg (tiếng Nga: Печенег) là tên của một bộ tộc thiện chiến từng sống ở nơi mà nay là vùng biên giới giữa Nga và Ukraine. Đây là phiên bản hiện đại hóa của khẩu PK được nghiên cứu và chế tạo từ các kinh nghiệm thu được với các khẩu PK trong cuộc chiến tranh Afghanistan cùng những cuộc xung đột khác diễn ra sau đó. Về cơ bản, Pecheneg là khẩu PKM với nòng súng nặng hơn với thiết kế đặc biệt với các khe tản nhiệt bằng không khí bên ngoài khiến nòng súng trông giống như một mũi khoan với các vòng tròn đồng tâm xếp nối tiếp nhau. Thiết kế này khiến cho nòng súng tản nhiệt nhanh hơn nhiều so với PKM, giúp tăng độ tin cậy cũng như khiến cho súng trở nên chính xác hơn. Cấu trúc của súng được cải thiện giúp tăng độ chống thẩm thấu của nước hay sự xâm nhập của bụi bẩn cũng như giữ cấu trúc nhẹ và cơ động. Pecheneg ban đầu được trang bị cho các lực lượng đặc nhiệm Spetsnaz của quân đội và các đơn vị đặc biệt trong bộ nội vụ Nga, về sau mới dần mở rộng cho các đơn vị quân sự. Năm 2024, Việt Nam tự chế tạo mẫu súng tương tự để bắt đầu trang bị cho quân đội.

## Thiết kế
Pecheneg về cơ bản là mẫu nâng cấp của PK nhưng được sử dụng chỉ cho mục đích chiến thuật. Được thiết kế để thích hợp cho việc hỗ trợ nhóm hiệu quả như những đơn vị cơ động như các lực lượng Spetsnaz. Nòng súng của Pecheneg được thiết kế đặc biệt để tản nhiệt tốt với các khe bên ngoài cũng như nặng hơn nòng của các khẩu PKM. Vì nòng súng trông giống như một mũi khoan với nhiều rãnh nên nó sẽ khá dễ bám bụi nếu để nguyên như thế, nên nòng súng được bọc ngoài bằng một ống thép dài đến tận đầu nòng và luồng khí di chuyển giữa nòng súng và ống bọc ngoài sẽ giúp tăng khả năng tản nhiệt. Luồng khí làm mát sẽ vào bằng các khe phía trên ống bọc ngoài nằm trong hệ thống quai xách và sẽ thoát ra ở đầu nòng súng. 
Mẫu đầu của Pecheneg sử dụng hệ bộ phận chống chớp sáng của khẩu PKM với kết quả là đầu nòng súng bị nổ tung khi súng bắt đầu nóng lên, các mẫu sau đó được thay thế bằng bộ phận chống chớp sáng được thiết kế chuyên cho loại súng này để khắc phục nhược điểm đó. Quai xách của súng được gắn cố định trên ống bọc ngoài nòng súng. Quai xách được thiết kế kéo dài ra phía trước để che khe thông khí tránh việc một phần luồng khí nóng từ nòng súng thoát ra qua khe sẽ tạo ra ảo ảnh gây khó khăn cho việc nhắm bắn điểm ruồi. 
Nhà sản xuất tuyên bố rằng Pecheneg có thể bắn liên thanh liên tiếp 600 viên mà nòng súng vẫn không bị quá tải nhiệt hay có dấu hiệu ảnh hưởng đến độ chính xác. Tuổi thọ nòng súng được nâng lên 25.000 viên đạn, gấp đôi so với 12.500 viên của khẩu PKM.
Súng được tích hợp chân chống chữ V không thể tháo rời gắn ở gần đầu nòng súng nhưng có thể gấp chân chống lại khi không cần thiết. Chi tiết này được cho là để tăng độ ổn định và độ chính xác khi bắn tầm xa với chân chống. Nhưng thiết kế này hạn chế góc bắn khi bắn trên chân chống và chân chống được thiết kế quá xa để đóng vai trò là tay cầm nòng súng để nhắm bắn khi súng tì vào vai lúc đứng hoặc ngồi mà không dùng chân chống, để có thể nhắm bắn trong tư thế đó thì xạ thủ sẽ phải dùng tay đỡ hộp đạn của súng.
Pecheneg có thể gắn trên các hệ thống chân chống trên các phương tiện cơ giới hoặc bệ chống ba chân của các khẩu PKM. Hệ thống nhắm cơ bản của loại súng này là điểm ruồi nhưng có thể gắn nhiều hệ thống nhắm khác nhau để hỗ trợ cho việc tác chiến.

## Biến thể
- 6P41N: Mẫu gắn bộ phận nhìn đêm.
- 6P41S: Mẫu chuyên dùng để gắn trên bệ chống và phương tiện cơ giới.
- 6P41SN: Mẫu chuyên dùng để gắn trên bệ chống và phương tiện cơ giới với bộ phận nhìn đêm.
- Pecheneg-2: Mẫu được phát triển từ năm 2000, cải tiến mạnh khẩu Pecheneg để khắc phục các nhược điểm mà loại súng này bộ lộ khi được trang bị thử nghiệm cũng như thiết kế lại để thích hợp hơn cho việc gắn trên các phương tiện cơ giới. Nòng được làm bằng loại vật liệu mới.